# Tournoi de tennis de Lee-on-Solent
Le tournoi de Lee-on-Solent (Hampshire, Angleterre) est un tournoi de tennis féminin du circuit professionnel WTA.
La seule édition de l'épreuve a été organisée en 1973.
Evonne Goolagong s'est imposée à la fois en simple et en double (associée à Janet Young-Langford).

## Palmarès

### Simple
| No | Date       | Nom et lieu du tournoi            | Catégorie | Dotation | Surface      | Vainqueure       | Finaliste     | Score    |         |
| -- | ---------- | --------------------------------- | --------- | -------- | ------------ | ---------------- | ------------- | -------- | ------- |
| 1  | 18-05-1970 | Mercedes-Benz Open, Lee-on-Solent |           | NC       | Terre (ext.) | Helen Gourlay    | Pat Walkden   | 6-4, 6-4 |         |
| 2  | 14-05-1973 | Mercedes-Benz Open, Lee-on-Solent |           | NC       | Terre (ext.) | Evonne Goolagong | Pat Pretorius | 6-3, 6-2 | Tableau |

### Double
| No | Date       | Nom et lieu du tournoi           | Catégorie | Dotation | Surface      | Vainqueures                  | Finalistes                       | Score    |         |
| -- | ---------- | -------------------------------- | --------- | -------- | ------------ | ---------------------------- | -------------------------------- | -------- | ------- |
| 1  | 14-05-1973 | Mercedes-Benz Open Lee-on-Solent |           | NC       | Terre (ext.) | Evonne Goolagong Janet Young | Jackie Fayter-Hough Peggy Michel | 6-1, 6-2 | Tableau |